# A manga története
A manga szó általános értelemben "képregényt" jelent. A mangák eredete a 12. századi tekercsképekre vezethető vissza, s ezek adták a nyugati képregénytől eltérő, jobbról balra való olvasás alapját. Ma a japán kultúra szerves részét képezik, s Japánon kívül is népszerűek. Témájukat, stílusukat, célközönségüket (egészen kisgyerekektől felnőttekig), hosszúkat és a feldolgozott témájuk komolyságát tekintve is változatosak.

## Eredete

### Eltérő nézőpontok a kialakulásáról
A mangák eredete a 12. századi tekercsképekre vezethető vissza, ugyanakkor vitatott, hogy ezek valóban mangáknak tekinthetőek-e, bár ezek adták a jobbról balra való olvasás alapját. Egyes szerzők a 18. századra teszik az eredetüket. A manga szó általános értelemben "képregényt" jelent. A mangát kutató történészek és az írók eltérő véleménnyel vannak a modern mangát befolyásoló tényezőkről. Történészek és írok két folyamatot írtak le, amik befolyásolták a modern mangát, de a nézeteik eltérnek azzal kapcsolatban, hogy milyen jelentőséget tulajdonítanak a kulturális és történelmi eseményeknek a második világháború után, szemben a háború előtti, meidzsi-kori kultúrával és művészettel.
Az egyik nézőpont a Japán megszállása alatt és után lezajlott amerikai kulturális befolyást hangsúlyozza, amit az amerikai katonák hoztak be képregények, filmek és Disney-rajzfilmek formájában. A másik, főleg Frederik L. Schodt, Ito Kinko és Adam L. Kern írók által támogatott nézőpont kihangsúlyozza a japán kulturális és esztétikai tradíciók folytonosságát, beleértve a háború előtti, a meidzsi és a Meidzsi-restauráció előtti kultúrát és művészetet. Sharon Kinsella szerint a feltörekvő japán publikációs iparág hozzájárult egy fogyasztó-központú társadalom kialakításához, amiben az óriáskiadók, mint a Kodansha akár a populáris ízlést is formálhatják.
A Murakami Takasihoz hasonló írók a második világháború utáni eseményeket hangsúlyozzák, de Murakami úgy tekint Japán vereségére és Hirosima és Nagaszaki bombázására, ami hosszan tartó sebeket okozott a japán művészi pszichében, ami a nézete szerint elvesztette az előzőleg meglévő önbizalmát és a megnyugvást ártalmatlan és aranyos (kavaii)) képekben keresett.

## A II. világháború utáni időszak
A modern manga a Megszállás alatti (1945-1952.) és az azutáni (1952-1960.-as évek eleje) időszakban tehető, amikor az ultranacionalista Japán újjáépítette a politikai rendszerét és gazdasági infrastruktúráját. Annak ellenére, hogy az amerikai megszállási politika megtiltotta a művészet és az írás minden formáját, ami a háborút és a japán militarizmust dicsőítette, de nem akadályozta másfajta művek kiadását, beleértve a mangáét. Továbbá, az 1947-es Japán Alkotmány (21. cikk) megtiltotta a cenzúra minden formáját. Az egyik eredménye az alkotói kreativitás növekedése volt.
Ebben az időszakban két meghatározó mangasorozat befolyásolta a jövőbeli mangákat és azok karaktereit. Ez a két mű Tezuka Oszamu Astro boy  (1951-es kezdettel) és Haszegava Macsiko Sazae-san (1946) című munkái.
Astro boy egyszerre volt egy szupererős robot és egy naiv kisfiú. Tezuka soha nem magyarázta el miért rendelkezett egy annyira fejlett szociális érzékenységgel  vagy milyen programozás tehette képessé a mély kapcsolatok kialakítására és a beilleszkedésre. Mindkettő ösztönös Astro Boy számára és reprezentálják a japán szociális mentalitást és közösség-centrikusságot, amik már különböznek az imperializmus időszaka alatt betartatott Uralkodó-imádattól és a katonai engedelmességtől. 
Astro Boy rendkívül népszerűvé vált (és a mai napig az maradt) Japánban és azon kívül, mint egy új, békés világ ikonja.

Az 1946-ban indult, egy fiatal női szerző Haszegava Macsiko által rajzolt Sazae-san  kiállt azon japán férfiak és főleg nők milliói mellett, akiket hajléktalanná tett a háború.

Szazae karaktere éles ellentétben állt a hivatalosan elfogadott, neokonfucionista elképzelésekkel a női gyengédségről  és a képhez való ragaszkodáshoz. 
Kavai Hajao japán pszichológus a "kitartás asszonyának" nevezi 
A Sazae-san több mint 62 millió példány adott el a következő fél évszázad alatt.
Tezuka és Haszegava innovátorok voltak a stílusukkal. Tezuka "filmes" technikájában a panelek mozgóképként működnek, amik megadják az akciók dinamikáját és felváltva alkalmazzák a távoli és a közeli képeket. Ezért a mangakészítésben úgy, mint a filmkészítésben azt tekinthető az alkotónak, mangakának, aki eldönti a panelek elrendezését, miközben a rajzolás nagy része az asszisztensek feladata.
Haszegava a mindennapi életre és a nők tapasztalataira koncentráló művei később meghatározták a nőknek szóló, sódzso mangákat.
1950 és 1969 között a két fő kereskedelmi műfaj, a fiúknak szóló sónen és a lányoknak szóló sódzso megerősödésével megnőtt a mangák közönsége.
1969.-ig a sódzso mangák elsősorban felnőtt férfiak által voltak rajzolva fiatal női olvasóknak.

### Sódzso manga
1969.-ben, egy csoport női mangaka, a később nevezett csoport (nevük abból származik, hogy az alkotók többsége 1949.-ben született) kiadta első sódzso mangáját. A tagok között volt többek közt Hagio Moto, Ikeda Rijoko, Ósima Jumiko, Takemija Keiko és Jamagisi Rjoko, akik a női szerzők első komoly belépését jelölték a mangaalkotásban.

Ezután a sódzso manga elsődlegesen nők által volt megalkotva és a lányokat, illetve a fiatal nőket célozta meg. 
1971.-ben Ikeda elkezdte népszerű munkáját, a Versailles rózsáját (Berusaiyu no Bara, The Rose of Versailles) Oscar François de Jarjayes-ről, egy "keresztöltöző" parancsnokról  Maria Antoinette Királyi Őrségében a Forradalom előtti Franciaországban.  A történet végén Oscar forradalmárként hal meg, aki a csapatait a Bastille ellen vezette.
Hasonlóan, Hagio Moto munkája is megkérdőjelezte a neokonfucionista korlátokat a nők szerepein és tevékenységeiben az 1975.-ös They were eleven sci-fi művében egy fiatal női kadétról egy jövőbeli űrakadémián.
Ezek a női alkotók szintén stilisztikai innovátorok voltak, s a műveik "képes költemények"  . Stílusjegyeik (erős és független női karakterek, érzelmileg intenzív és komplex dizájn) a mai napig jellemzőek a sódzso mangákra.

### Sónen, szeinen és szeidzsin
A férfiaknak szánt mangák többféleképpen is kategorizálhatóak, amik közel az egyik módszer a célközönség korának meghatározása: fiúk 18 éves korig (sónen)és fiatal férfiak 18 és 30 év között (szeinen).  Másik módszer a tematika, beleértve az akció-kalandot, férfi hősökkel, humorral, a becsület témájáról, s gyakran nyílt szexualitással. 

### Gekiga
A Gekiga (劇画), "drámai képek" a manga egy realistább, felnőtteknek szóló változata, amely az 1950-es években jött létre. A stílus megalkotója Tacumi Josihiro, aki először ábrázolt gyilkosságot japán képregényben. A gekiga műfaji megkülönböztetése hasonló az angolszász nyelvterületeken alkalmazott "képregény" (comic book) és "grafikus album" (graphic novel) utóbbi összetettebb, gyakran antológiákban megjelenő történetekre vonatkozik.

A gekiga szerzőkre hatottak a film noirok mellett Kuroszava Akira és Ozu Jaszudzsiró filmjei.

## Manga Magyarországon
Jelenleg négy kiadó foglalkozik mangák kiadásával Magyarországon.
- Mangafan
- Fumax
- Delta Vision
- Vad Virágok Könyműhely

| Mangafan       |
| -------------- |
| Árnybíró       |
| Chrno Crusade  |
| Damage Report  |
| Death Note     |
| Élni           |
| Hellsing       |
| Love*Com       |
| Nana           |
| Naruto         |
| Ruróni Kensin  |
| Vampire Knight |

| Fumax                      |
| -------------------------- |
| A tiltott szerelem szigete |
| Alice Csodaországban       |
| Bania, a pokoli futár      |
| Bukottak Holdja            |
| Csillagsivatag             |
| D, a Vámpírvadász          |
| Démonnapló                 |
| Dominion                   |
| Hetalia, a Tengelyhatalmak |
| Magányos csillag           |
| Princess Ai                |
| Tarot Cafe                 |
| Vázlatok                   |

| Deltavision        |
| ------------------ |
| Angyalok menedéke  |
| Berserk            |
| Bolondok aranya    |
| Grimm-mesék manga  |
| Makrancos hercegnő |

| Vadvirágok               |
| ------------------------ |
| Annyira király vagy!     |
| A vízisten menyasszonya  |
| A titokzatos menyasszony |
| Borsmenta                |
| Lidércfölde              |
| Usagi Yojimbo            |

## Fordítás
Ez a szócikk részben vagy egészben  a   History of manga című angol Wikipédia-szócikk ezen változatának fordításán alapul.  Az eredeti cikk szerkesztőit annak laptörténete sorolja fel. Ez a jelzés csupán a megfogalmazás eredetét és a szerzői jogokat jelzi, nem szolgál a cikkben szereplő információk forrásmegjelöléseként.